# Hässeler Weiher von Neuenhaßlau

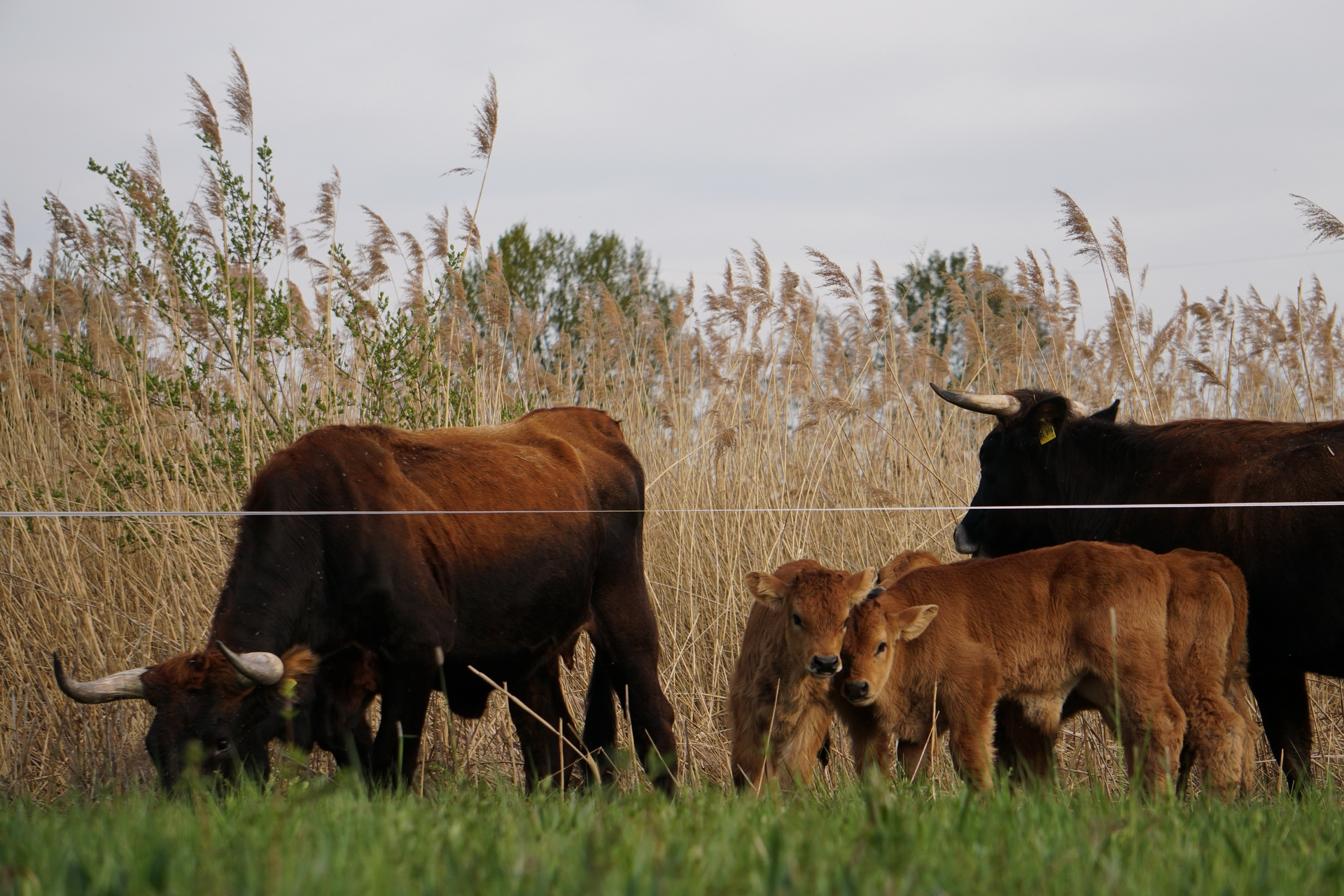
Heck-Rinder mit Kälbern im April 2017

Hässeler Weiher von Neuenhaßlau ist der Name eines Naturschutzgebiets im Main-Kinzig-Kreis zwischen Langenselbold und Gründau, Hessen.
Das Naturschutzgebiet Hässeler Weiher von Neuenhaßlau mit einer Größe von etwa 14 ha wurde mit Verordnung vom 23. November 1976 unter Schutz gestellt. Es umfasst eine Fläche von Neuenhaßlau zwischen der Kinzig und der Bahnstrecke Frankfurt–Bebra.

## Konzept der ganzjährigen Multispeziesbeweidung
Nach einem gescheiterten Pflegeversuch mit Wasserbüffeln in den Jahren 2012/2013 erfolgte ab 2016 die Umsetzung eines Konzepts der ganzjährigen Multispeziesbeweidung. Das Naturschutzgebiet wird nun ganzjährig mit Konik-Pferden und Heck-Rindern in niedriger Besatzdichte beweidet. Hierzu wurden zusätzlich zum Naturschutzgebiet angrenzende Flächen gekauft/gepachtet und die Fläche auf 20 ha aufgestockt. Bei der Beweidung sollen Heckrinder die Rolle des ausgestorbenen Auerochsen übernehmen und Koniks (polnisch „Pferdchen“) die des ebenfalls ausgestorbenen Tarpans, des ehemals in Europa und Asien lebenden Wildpferdes. Hierbei wird die Anzahl der Tiere pro Flächeneinheit so gering gehalten, dass das auf der Weide zur Verfügung stehende Futter im Sommer nur zum Teil gefressen wird und somit noch ausreichend Nahrung für den Winter auf der Fläche verbleibt. Selbstverständlich wird den Tiere in Notzeiten zusätzlich Heu angeboten.
Ziel ist es für ein Biotopmosaik zu sorgen und große Teile des Geländes von Gehölzen frei zu halten. So sollen sich auch auf den Sandflächen entlang der Bahnlinie die ehemals vorhandenen Silbergräser wieder entwickeln können.
Ein weiteres Ziel ist das Zurückdrängen der nicht heimischen Pflanzen, um somit der ursprünglichen Vegetation Raum einzuräumen. In diesem Gebiet handelt es sich dabei vor allem um das Indische Springkraut, die Goldrute und die Robinie.
Projektträger ist die Hessische Gesellschaft für Ornithologie und Naturschutz e. V. (HGON) und deren Arbeitskreis Main-Kinzig. Die Umsetzung erfolgte unter anderem mit Mitteln der Fraport und des WWF.